# Orient (Maine)
Orient es un pueblo ubicado en el condado de Aroostook en el estado estadounidense de Maine. En el Censo de 2010 tenía una población de 147 habitantes y una densidad poblacional de 1,51 personas por km².

## Geografía
Orient se encuentra ubicado en las coordenadas 45°49′18″N 67°51′17″O / 45.82167, -67.85472. Según la Oficina del Censo de los Estados Unidos, Orient tiene una superficie total de 97.54 km², de la cual 91.99 km² corresponden a tierra firme y (5.7%) 5.56 km² es agua.

## Demografía
Según el censo de 2010, había 147 personas residiendo en Orient. La densidad de población era de 1,51 hab./km². De los 147 habitantes, Orient estaba compuesto por el 95.92% blancos, el 0% eran afroamericanos, el 0.68% eran amerindios, el 0% eran asiáticos, el 0% eran isleños del Pacífico, el 0% eran de otras razas y el 3.4% pertenecían a dos o más razas. Del total de la población el 2.04% eran hispanos o latinos de cualquier raza.